# Abel Salami
Abel Salami (ur. 15 grudnia 1979 w Ekpomie) – nigeryjski piłkarz występujący na pozycji napastnika. Nigeryjczyk ma za sobą występy w Ekstraklasie - w Stomilu Olsztyn i  Szczakowiance Jaworzno.